# Cratere Kao
Kao è un cratere lunare di 34,54 km situato nella parte sud-orientale della faccia visibile della Luna.